# Amiota shangrila
Amiota shangrila är en tvåvingeart som beskrevs av Chen och Mahito Watabe 2005. Amiota shangrila ingår i släktet Amiota och familjen daggflugor. Inga underarter finns listade i Catalogue of Life.